# 武田真理子 (モデル)
武田 真理子（たけだ まりこ、1983年3月9日 - ）は、日本の女性ファッションモデル。徳島県徳島市出身。

## 略歴
- 2004年、三愛水着イメージガールとしてデビュー。
- 様々な女性ファッション誌をはじめ、「東京ガールズコレクション」や「神戸コレクション」など、モデルとして数多くのファッションショーに出演。
- 2010年DJ MARICOとして音楽活動を開始。その後フリーランスとして活動。

## 出演

### 情報番組
- おはようとくしま（2004年7月・2006年10月・2007年6月、四国放送）

### テレビドラマ
- 特命係長 只野仁 2nd Series（2005年1月14日 - 2005年3月18日・2005年8月7日、テレビ朝日） - 深田昌子 役

### 映画
- パイルドライバー（2007年1月13日公開、トルネードフィルム）
- 愛しあう事しかできない（2008年11月29日公開、ミューズ・プランニング） - 主演・なな子 役

### DVD
- expression Don't play hard to get（2004年1月22日、オルスタックソフト販売）
- My Dearest （2004年10月22日、イーネット・フロンティア）
- Juicy M（2005年2月16日、バウハウス）
- 23 TWENTY THR（2006年3月9日[1]、イーネット・フロンティア）

## 書籍

### 写真集
- 武田真理子写真集『On the make』（2004年5月25日、KKベストセラーズ）[2]
- 武田真理子写真集『MARIGOLD』（2005年5月25日、彩文館出版）

### 雑誌連載
- 「CanCam」専属モデル（小学館）
- 「S Cawaii !」 専属モデル (主婦の友社)
- 「BLENDA 」 専属モデル (角川春樹事務所)
- 「EDGE STYLE」専属モデル(双葉社)
- 「週刊現代」 (講談社)
- 「FLASH」 (光文社)
- 「PINKY」(集英社)
- 「EDGE STYLE」レギュラーモデル(双葉社)
- 「BAILA」(集英社)